# Indústrias criativas
Indústrias criativas  referem-se a uma série de atividades econômicas ligadas à geração ou exploração do conhecimento e da informação.

## Conceitos
Em economia, indústria é um sistema de produção e consumo de bens ou serviços. Embora o termo, no Brasil, seja mais associado a indústria fabril são de uso corrente expressões como Indústria da moda, Indústria cinematográfica e Indústria do turismo.
Numa primeira abordagem ao tema das indústrias criativas surge o termo Indústria cultural. Theodor Adorno e Max Horkheimer, no livro Dialektik der Aufklärung (1947), mencionam pela primeira vez o termo indústrias da cultura, no qual os autores criticam o processo de massificação e mercantilização da arte com algum cepticismo e rejeitam a relação entre esta e a economia, alegando que a exploração e comercialização da cultura e da arte se transformam num processo industrial, do qual o homem é um mero instrumento de trabalho e consumo.

## História
A partir da década de 70 as actividades culturais, quando ainda não eram consideradas nas suas vertentes empresariais e comerciais, tornaram-se foco de atenção e sustentação por parte das políticas culturais.
Na década de 1980 o Greater London Council começou a utilizar o termo indústrias culturais para englobar actividades culturais que operavam como actividades comerciais, mas que não estavam integradas no sistema de financiamento público, sendo importantes fontes de riqueza e emprego. Por outro lado, uma parte significativa dos bens e serviços que a população consumia (tais como televisão, rádio, cinema, música, concertos, livros) não se relacionavam com o sistema público de financiamento.
O termo Indústrias Culturais surge, então, para expressar a ligação existente entre arte e economia, consequência do desenvolvimento das actividades culturais como importantes fontes de riqueza e trabalho e da necessidade de formulação, desenvolvimento e financiamento por parte das políticas públicas.
Em meados da década de 90 o conceito de indústrias culturais, baseado nesta definição restrita que se referia apenas a arte e cultura, mostrou-se insuficiente, uma vez que os avanços nas tecnologias de informação e comunicação, software e, em particular, a rápida emergência e massificação da Internet tiveram um impacto significativo nestas actividades, não permitindo o seu enquadramento em nenhuma das categorias convencionais, o que as excluía do campo das artes e cultura.
É neste contexto que as indústrias culturais, tendo estado na origem das indústrias criativas, são, actualmente, consideradas por muitas instituições e autores de referência como um subconjunto destas.
O conceito de indústria criativa surge no início da década de 90, na Austrália,[carece de fontes?] mas é no final deste período que obtém maior relevância ao ser inserido nas políticas definidas pelo Department for Culture, Media and Sport (DCMS) do Reino Unido, com a criação do Creative Industries Unit and Task Force, em 1997. No Creative Industries Mapping Document as Indústrias Criativas são definidas como aquelas que têm a sua origem na criatividade, competências e talento individual, com potencial para a criação de trabalho e riqueza através da geração e exploração da propriedade intelectual.
Além do exemplo britânico o mercado cultural francês é apontado como um dos mais desenvolvidos.

## Subdivisões das indústrias criativas
O conceito, originalmente desenvolvido pelo Department of Culture, Media and Sports (UK DCMS), integra um alargado leque de actividades que normalmente se apresentam com grande diversidade entre si:
- Arquitectura
- Artes performativas
- Artes visuais e antiguidades
- Artesanato e joalharia
- Cinema, vídeo e audiovisual
- Design
- Design de moda
- Edição
- Música
- Publicidade
- Software e serviços de informática
- Software educacional e de Entretenimento
- Televisão e rádio